# Mulai Ismail

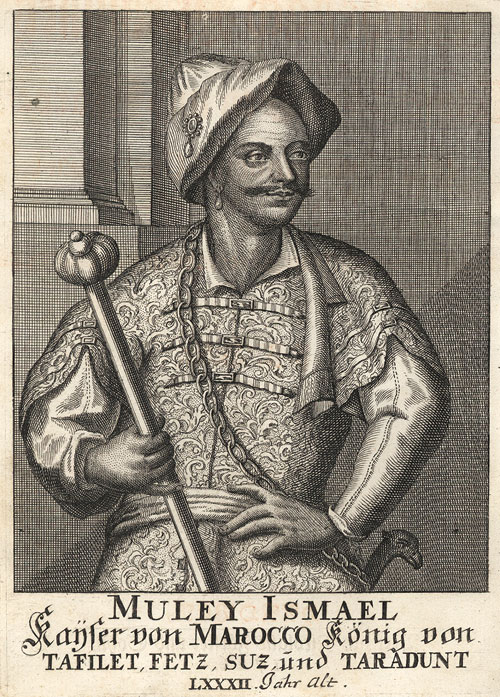
Mulai Ismail – Illustration aus John Windus' Reise nach Mequinetz, der Residentz des heutigen Käysers von Fetz und Marocco, 1726

Mulai Ismail (arabisch مولاي إسماعيل, DMG Mūlāy ʾIsmāʿīl, französisch Moulay Ismaïl, auch Ismaïl ben Chérif, vollständig مولاي إسماعيل بن الشريف ابن النصر / Mūlāy Ismā‘īl bin aš-Šarīf ibn an-Naṣr, * um 1645 in Sidschilmasa; † 22. März 1727 in Meknès) war der zweite Sultan der bis heute regierenden Alawiden-Dynastie von Marokko. Wegen seines unberechenbaren Wesens, seiner willkürlichen Folter- und Todesurteile trägt Mulai Ismail auch den Beinamen „der Blutige“ oder „der Blutdürstige“.
Mulai Ismail wollte Marokko zu einem politischen Schwergewicht entwickeln, das auf Augenhöhe mit den einflussreichen europäischen Ländern verhandeln konnte. Um die europäischen Länder an den Verhandlungstisch zu zwingen, nutzte er als Pfand europäische Gefangene. Die meisten dieser europäischen Sklaven stammten aus Raubzügen der Barbaresken-Korsaren, die Handelsschiffe europäischer Handelsmächte angriffen und ihre Gefangenen auf nordafrikanischen Sklavenmärkten verkauften oder dem Sultan übergaben. Weitere europäische Sklaven stammten aus europäischen Siedlungen und Festungen an der marokkanischen Küste, die Mulai Ismail mit seinen Truppen eroberte. Seine umfangreichen Bautätigkeiten waren nur dank der Arbeit von tausenden versklavten Europäern möglich.

## Leben

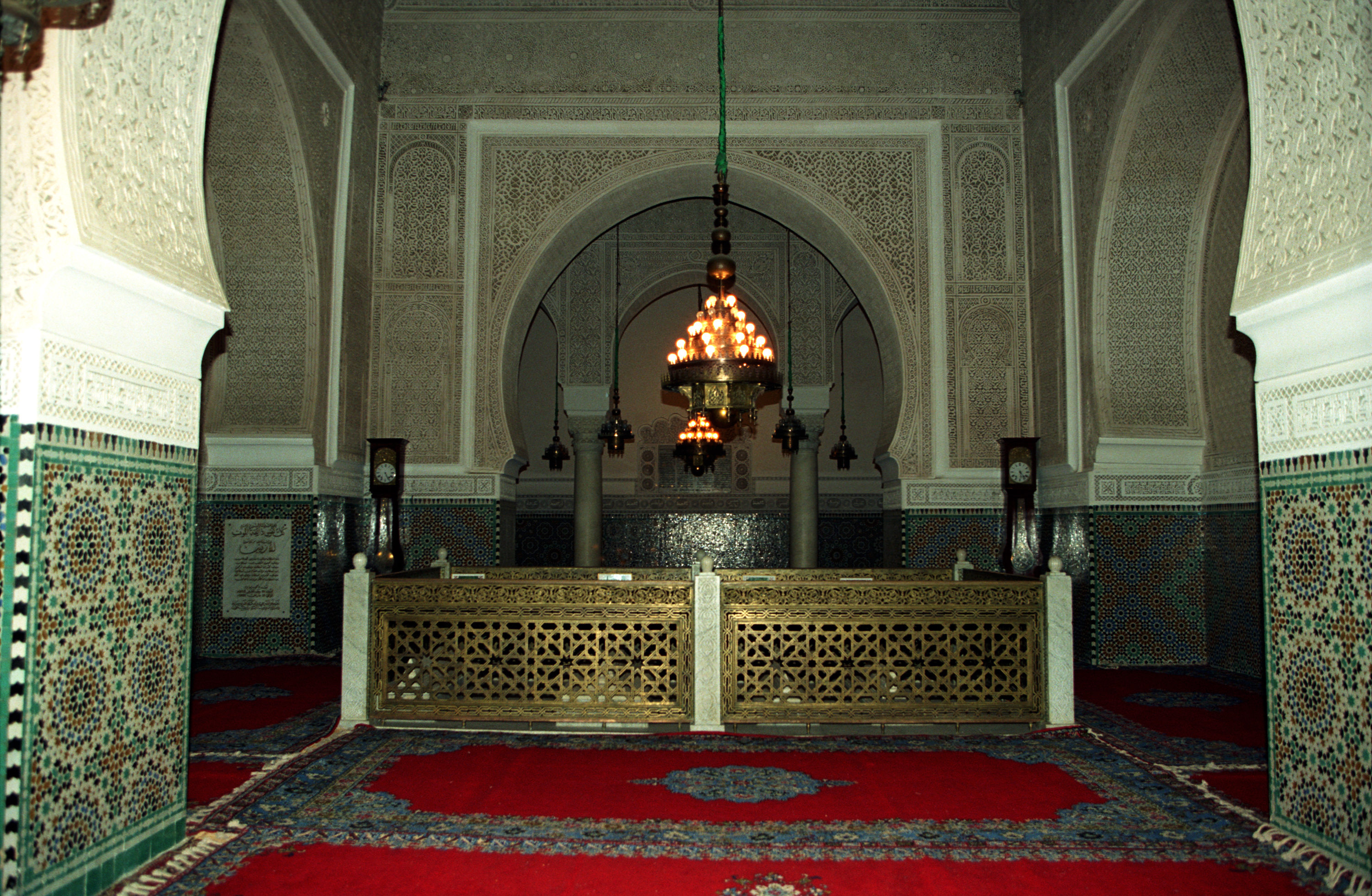
Meknès: Sarg von Mulai Ismail mit Schutzgitter (maqsūra). Der Grabbau (qubba) wurde wohl noch zu Lebzeiten des Herrschers begonnen und in den 1950er Jahren renoviert.

Mulai Ismail herrschte von 1672 bis 1727, nachdem sein älterer Halbbruder und Vorgänger Mulai ar-Raschid Marokko vereinigt und die Dila-Bruderschaft besiegt hatte. Der Tod von Mulai ar-Raschid kam unerwartet: Er starb am Ende des Ramadan bei einem Sturz vom Pferd. Die Nachfolge von Mulai Ismail war keineswegs gesichert: 83 Brüder und Halbbrüder sowie zahlreiche Neffen und Cousins konnten ebenfalls Anspruch auf den Thron erheben. Als erstes beschlagnahmte Mulai Ismail die Staatskasse in Fès. Fünf Jahre lang musste er mehrere Revolten seiner Verwandtschaft und oppositioneller Stämme niederschlagen, bevor er sich dem Ausbau des Reiches widmen konnte.
Er strukturierte das Militärwesen neu und schuf ein Heer aus etwa 40.000 sudanesischen Sklaven. Mit dieser Armee konnte er die verschiedenen Berber- und Beduinenstämme, die sich dem von ihm forcierten Einheitsstaat widersetzten, in Schach halten. Außerdem eroberte er den englischen Stützpunkt Tanger (1684) und die spanischen Stützpunkte bei Larache (1689) und Asilah sowie die dortige Küstenregion (1691). Um seine religiöse Autorität zu festigen, ließ er 1691 den Wallfahrtskult der Sieben Heiligen von Marrakesch ins Leben rufen.
Durch die Befriedung des Reiches kam es zu einem Wirtschaftsaufschwung. Besonders gefördert wurde der Handel mit Europa, wobei zunächst Frankreich, später aber Großbritannien der bevorzugte Handelspartner war. 
Mulai Ismail trug den Beinamen „der Blutige“ oder „der Blutdürstige“. Alle Europäer, die ihn kennenlernten, beschrieben ihn als einen grausamen, sadistischen, unberechenbaren und zügellosen Herrscher, der darauf aus war, Angst und Schrecken zu verbreiten. Er sprach willkürlich Todesurteile aus, und wenn ihm danach war, vollzog er sie auch selbst. Die Farbe seiner Kleidung spiegelte seine jeweilige Stimmung wider: Gelb war seine „Tötungsfarbe“, in der er Hinrichtungen anordnete.
Die marokkanische Geschichtsschreibung würdigt auch andere Aspekte seiner Herrschaft: Sein bedingungsloser Herrschaftswille ermöglichte es ihm, zahlreiche Aufstände und Rebellionen niederzuschlagen. Unter seinem Regime gelang erstmals eine Einigung des Landes. Der marokkanische Geschichtsschreiber Mohammed al-Ifrani hielt fest, dass dies allein ein Grund sei, ihn zu feiern.
Mulai Ismaels sterbliche Überreste ruhen in seinem Mausoleum in Meknès.

## Europäische Sklaven und die Verhandlungen mit europäischen Mächten

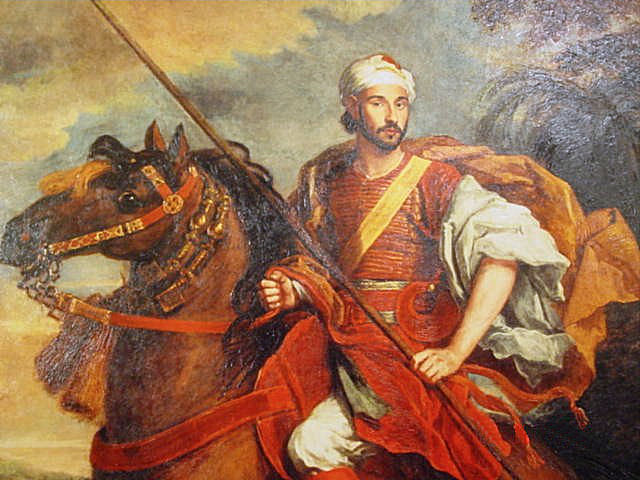
Der marokkanische Botschafter Ben Hadou in London. Gemälde eines unbekannten Malers, das Ben Hadou beim Ausritt im Hyde Park darstellen soll, 1682

Mulai Ismail gehörte zu den nordafrikanischen Herrschern, mit denen europäische Mächte immer wieder Verhandlungen aufnahmen, um den Freikauf und Austausch von christlichen Gefangenen oder Sklaven zu erreichen. Angriffe auf den englischen Stützpunkt Tanger hatten beispielsweise bereits im Jahr 1678 zu 65 englischen Gefangenen geführt und bei späteren Angriffen wurden weitere 70 Garnisonssoldaten gefangen genommen. Der englische König Charles II. schickte bereits Ende 1680 eine Gesandtschaft nach Marokko, um die Freilassung dieser Gefangenen zu erwirken und darüber hinaus einen langfristigen Frieden mit Marokko auszuhandeln. Diese Mission scheiterte, weil Mulai Ismail die mitgebrachten Geschenke als lächerlich einstufte und für den Freikauf der Gefangenen unrealistische Summen verlangte. Sir James Lesley, der die Gesandtschaft leitete, konnte lediglich erreichen, dass Marokko einen Botschafter nach London sandte, der die Verhandlungen um die Freilassung der gefangenen Engländer fortsetzen sollte.

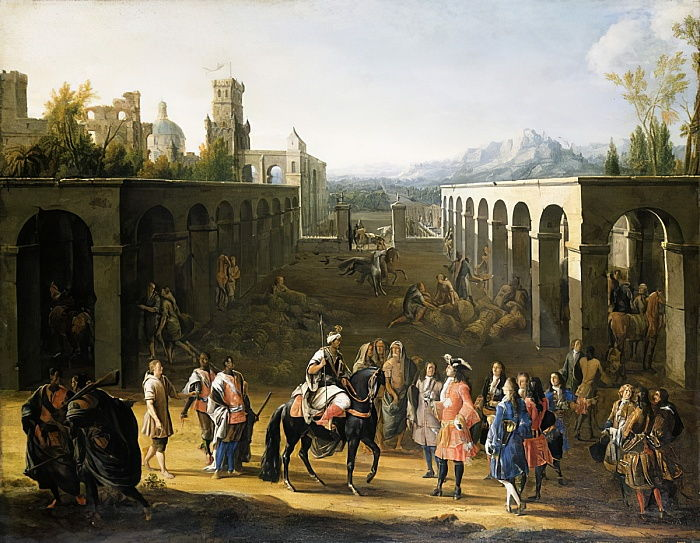
Moulai Ismail empfängt den französischen Botschafter François Pidou de Saint Olon. Gemälde von Pierre-Denis Martin, 1693

Dieser Botschafter war Mohammed ben Hadou, ein marokkanischer Adeliger, Gerüchten zufolge Sohn einer versklavten Europäerin. Ben Hadou und seine Begleiter brachen im Dezember 1681 von Tanger aus nach London auf. In London wurde die marokkanische Gesandtschaft sehr ehrenvoll empfangen, da König Charles hoffte, nicht nur die Freilassung zumindest der englischen Gefangenen, sondern auch eine Beendigung der jahrelangen Feindseligkeiten erreichen zu können. Ein halbes Jahr lang wurde Ben Hadou in London gefeiert. Trotz seiner umfangreichen Vollmachten war das Ergebnis der Verhandlungen mit dem englischen Königshof jedoch mager: Die englische Krone sollte für jeden Engländer die hohe Summe von 200 spanischen Dollar zahlen, zudem stand das Abkommen unter dem Vorbehalt der Zustimmung Mulai Ismails. Die Gesandtschaft kehrte im September 1682 nach Marokko zurück, wo Mulai Ismail ihre Mitglieder mit charakteristischer Unberechenbarkeit empfing: Er warf ihnen vor, in London mit Prostituierten verkehrt und Alkohol getrunken zu haben, drohte ihnen schwere Strafen an und ließ sich nur mit Mühe besänftigen. Zu einer Freilassung von englischen Gefangenen, die in Marokko unter erbärmlichen Umständen lebten, kam es nicht, obwohl die englische Krone als Zeichen ihres guten Willens marokkanische Gefangene aus Tanger freiließ.

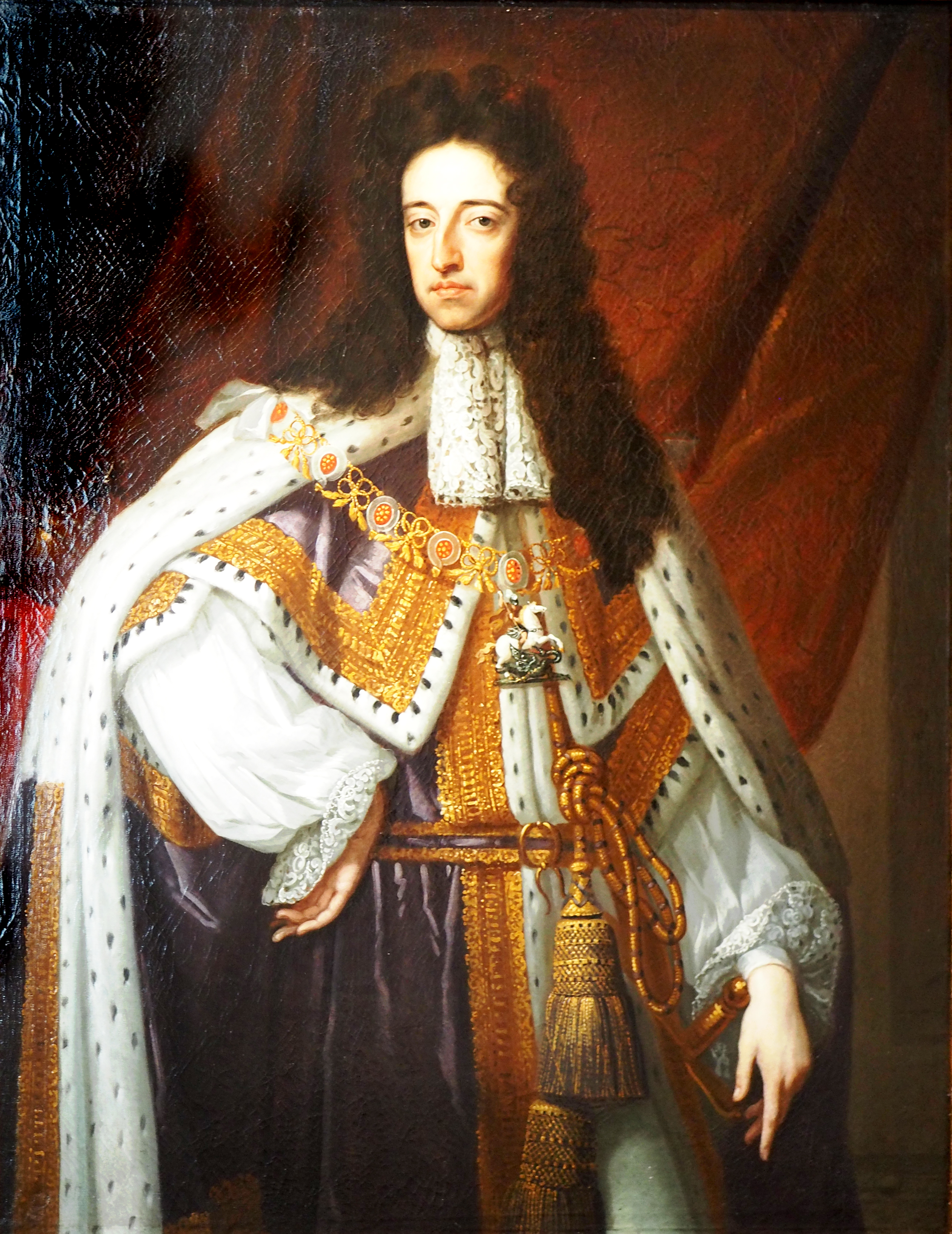
William III. verhandelte erfolgreich über die Freilassung englischer Untertanen, die in Marokko versklavt waren. Gemälde von Godfrey Kneller, um 1690

Als der englische König Charles II. im Jahr 1685 starb, befanden sich mehrere hundert Engländer sowie Tausende von Franzosen, Spaniern, Portugiesen, Niederländern und Italienern in marokkanischer Sklaverei. Sie arbeiteten an den Bauprojekten des Sultans. Es wurde immer wieder versucht, sie zum Islam zu bekehren, und angeblich wurden sie mit Folter bedroht, wenn sie sich diesen Bekehrungsversuchen widersetzten. Das Festhalten am christlichen Bekenntnis war jedoch Voraussetzung für die geringe Chance, der marokkanischen Gefangenschaft zu entkommen, da die europäischen Mächte sich nur für die Freilassung christlicher Gefangener einsetzten.
Verhandlungen gab es auch mit anderen europäischen Mächten. Seit dem Jahr 1682 war Mohammad Temim marokkanischer Botschafter am französischen Hof. Im Jahr 1689 hielt sich der französische Botschafter François Pidou de Saint-Olon für kurze Zeit in Marokko auf. Abdallah ben Aisha war 1699 Botschafter am französischen Königshof. Hintergrund der Beziehungen zwischen Marokko und Frankreich war ihre gemeinsame Feindschaft mit Spanien. Auch hier spielte die gegenseitige Freilassung von Gefangenen eine wichtige Rolle.
Der englische König James II. führte keine Verhandlungen mit dem Sultan. Erst William III. nahm erneut Verhandlungen auf, die sich über fünf Jahre hinzogen und zur Freilassung von 194 englischen Gefangenen gegen eine Zahlung von 15000 Britischen Pfund und 1200 Fass Schießpulver führten. 1702 kam es zur Freilassung aller verbliebenen englischen Gefangenen, die nicht zum Islam übergetreten waren, nachdem Königin Anne überraschend erklärt hatte, sie könne sich eine englisch-marokkanische Allianz beim Angriff auf die spanische Stadt Ceuta vorstellen, die auf nordafrikanischem Boden lag. Der Friede hielt jedoch nicht sehr lange. Bereits drei Jahre später wurden wieder englische Handelsschiffe im Mittelmeer gekapert und 55 englische Seeleute in die Sklavenquartiere von Meknes gebracht.

## Bauten während der Herrschaft Mulai Ismails

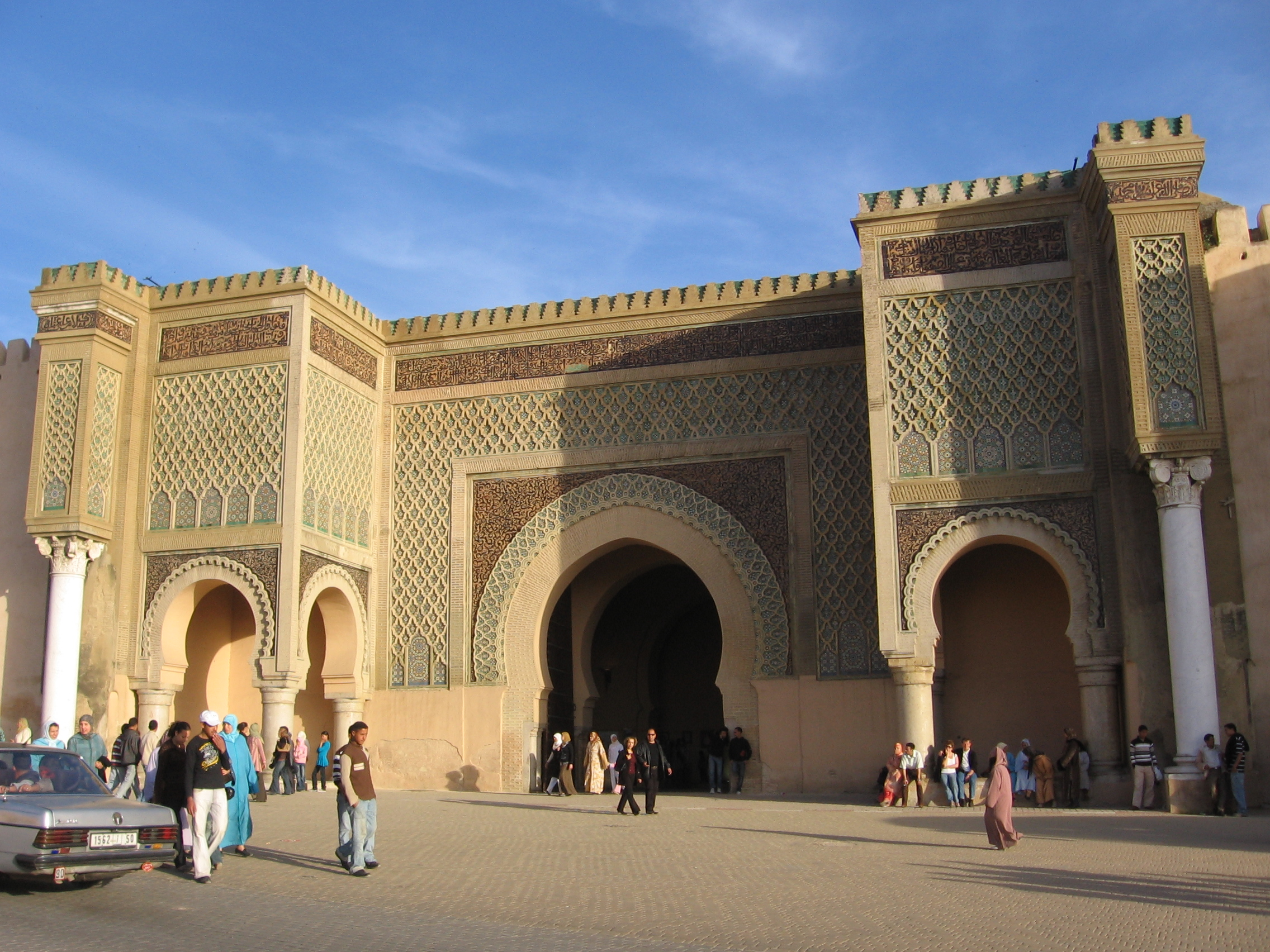
Das Bab Mansour in Meknès, ein Teil der unvollendet gebliebenen Palaststadt Mulai Ismails.

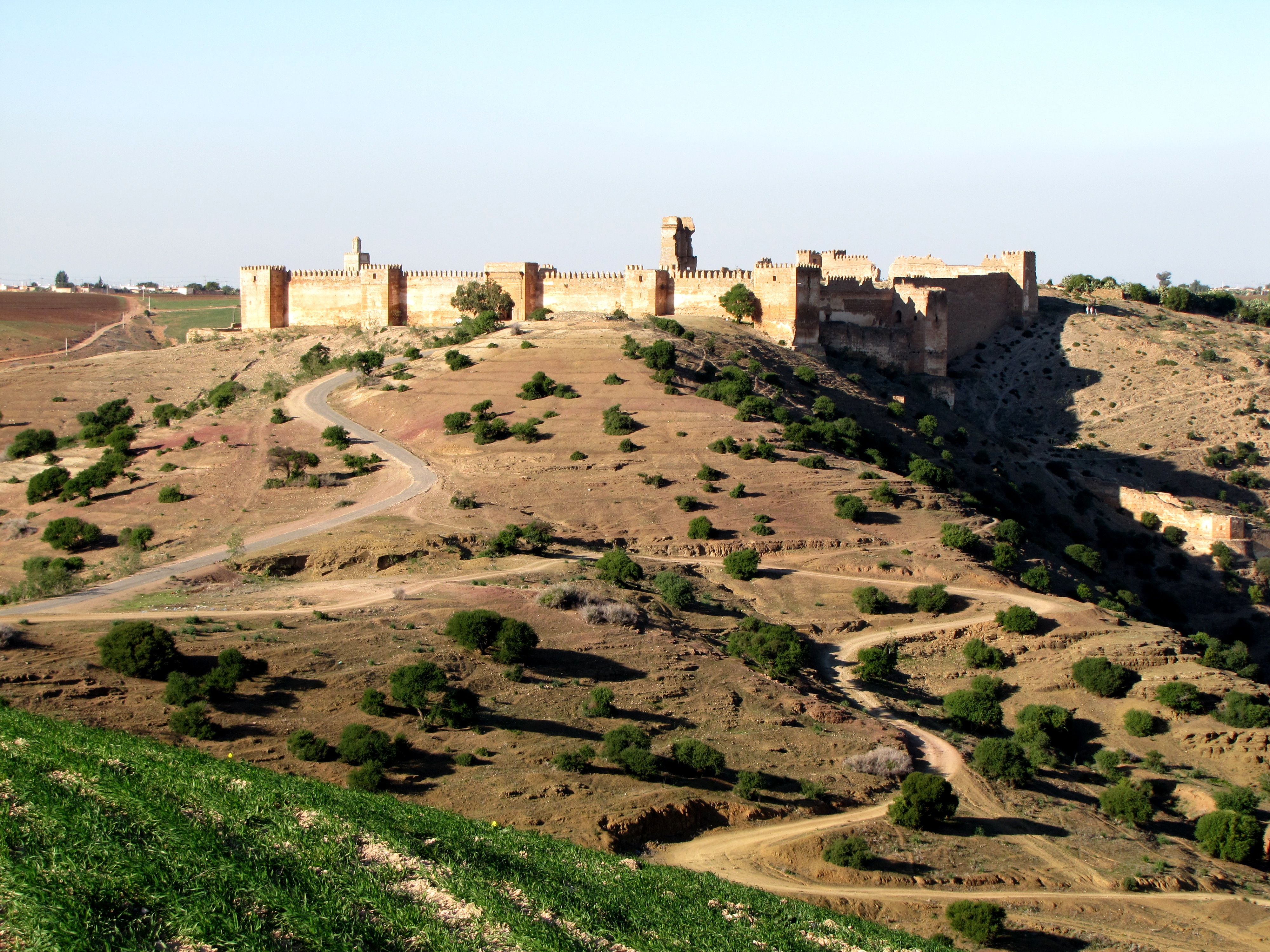
Kasbah von Boulaouane, erbaut um 1710

Der Wohlstand des Alawidenreichs ermöglichte eine umfangreiche Bautätigkeit. Neben der Befestigung von Städten ließ Mulai Ismail die Hauptstadt von Fès nach Meknès verlegen und dort einen gigantischen Palast errichten. Die britischen Reisenden Windus und Stuart beschrieben die Anlage als größer als die von Versailles. Die Arbeitskräfte waren tausende von weißen Sklaven aus allen Teilen Europas und Nordamerikas. Die hohen Ausfälle wurden durch neue Raubzüge der Korsaren aus Salé ersetzt. Windus und Stuart konnten Anfang des 18. Jahrhunderts 293 britische Sklaven loskaufen und nach Hause bringen. Die Palastanlage Mulai Ismails wurde im Jahr 1755 beim Erdbeben von Lissabon zerstört. Sein Mausoleum sowie Teile seiner imperialen Architektur, darunter die Stadt- und Palastmauern mit dem Tor Bab Mansour und die Speicherbauten und Stallungen des Heri es-Souani, sind jedoch bis heute erhalten geblieben. 
Außerhalb von Meknès ließ Mulai Ismail zahlreiche über das Land verteilte Festungen (kasbahs) erbauen. Am bekanntesten sind die Kasbahs von Settat und Boulaouane.

## Nachkommen
Zeitgenossen behaupten, Mulai Ismail habe mit 500 Frauen nicht weniger als 888 Kinder gezeugt. Wie Ahmad al-Mansur hatte auch Mulai Ismail keine Bestimmungen für die Thronfolge getroffen. So brachen nach seinem Tod Machtkämpfe zwischen sieben seiner Söhne aus, die zum Zusammenbruch des von Ismail geschaffenen Einheitsstaates und zur Anomie führten. Hauptstadt des Reiches wurde wieder Fes. Erst unter Mulai Muhammad (reg. 1757–1790) gelang erneut die Befriedung des Landes.

## Trivia
Zu den bekanntesten unter Mulai Ismail versklavten Europäern zählt Thomas Pellow, einer der wenigen zum Islam konvertierten Europäer, dem die Rückkehr in sein Heimatland gelang. Er wurde als 11-Jähriger versklavt, nachdem das Fischerboot, auf dem er arbeitete, von Barbaresken-Korsaren aufgebracht worden war. Ihm gelang nach 23 Jahren die Flucht zurück nach England.
Die Evolutionsbiologen Karl Grammer und Elisabeth Oberzaucher erforschten das Liebesleben des Sultans und erhielten dafür im Jahr 2015 den Ig-Nobelpreis.